# Time Flies By

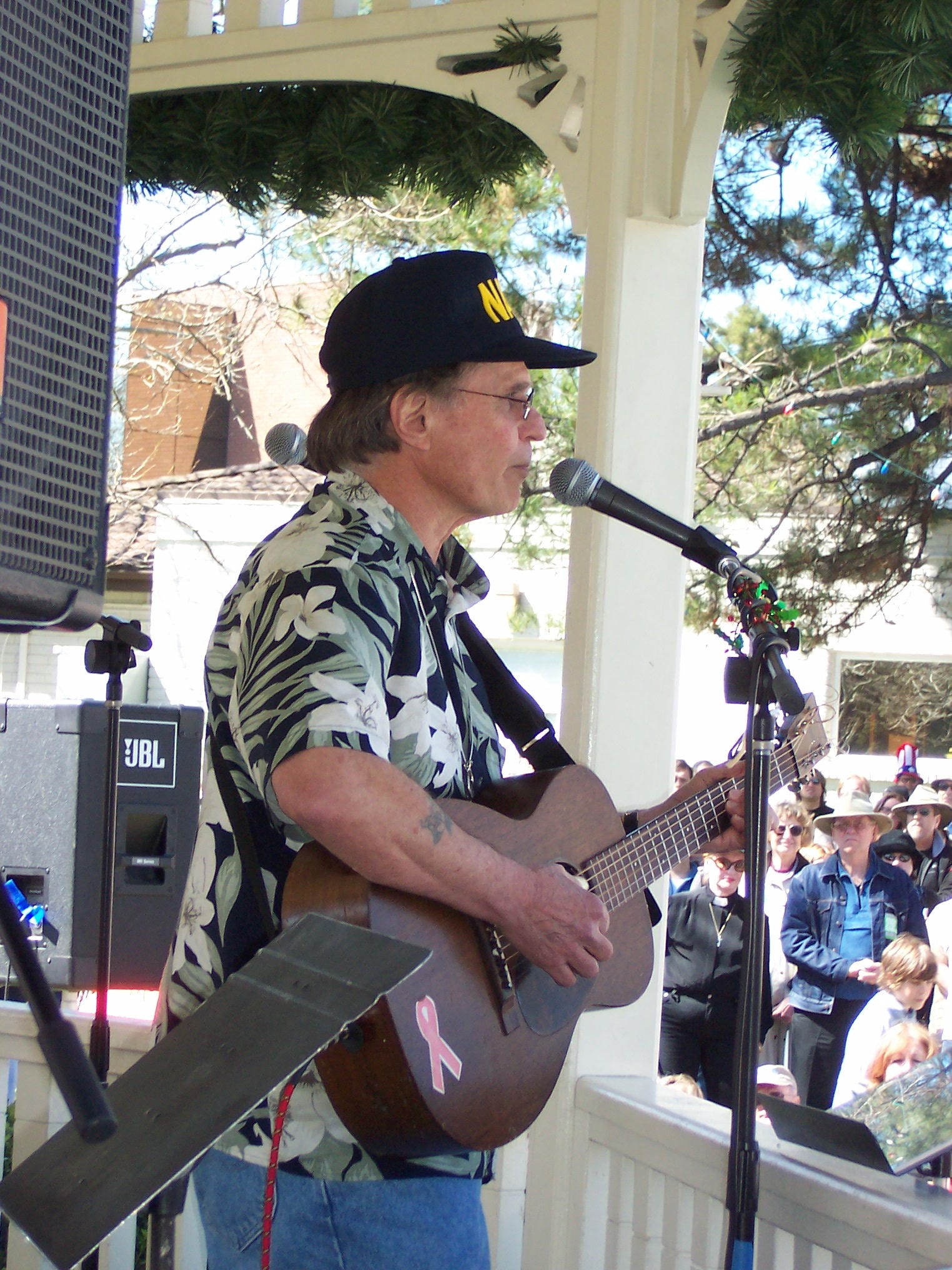
Country Joe McDonald 2006

Time Flies By ist ein Doppelalbum von Country Joe McDonald, das am 18. September 2012 herausgebracht wurde. Die 28 Titel umspannen 45 Jahre seines Schaffens als Songwriter. Begleitet wird der 70-jährige Songwriter von dem Woodstock-Schlagzeuger Greg Dewey von Country Joe and the Fish und dem Bassisten Tim Eschlimann sowie von Einzelauftritten anderer Musiker.

## Titelliste

### CD 1
1. Write a Song
2. Sad and Lonely Times
3. Rainbow Stew
4. The Clone Song
5. Gunshot Wound
6. Section 43
7. All My Love in Vain
8. Rock Coast Blues
9. Katrina
10. I’m on the Road Again
11. Feels Like Heaven
12. Who Am I
13. Colorado Town
14. Dark Clouds
15. Plastic Bag

### CD 2
1. Peace on Earth
2. Yankee Doodle
3. Four More Years of Good Times
4. Rock and Roll Again
5. Trombone Blues
6. Eleventh Step
7. Plastic Dome
8. Feels Like Heaven II
9. Lady with the Lamp
10. Support the Troops
11. (Gunshots)
12. (Garbage Truck)
13. Write a Song II

## Besetzung
- Country Joe McDonald (Gesang/Gitarre/Mundharmonika/Tuba)
- Tim Eschlimann (Kontrabass)
- Greg Dewey (Schlagzeug)
- außerdem Einzelauftritte von Harper Simon, The Persuasions, Austin de Lone, Russ Gauthier, Ken 'Snakebite' Jacobs, Suzy Thompson, Chris & Lorin Rowan und Bernie Krause.